# Cheumatopsyche thaba
Cheumatopsyche thaba är en nattsländeart som beskrevs av Martin E. Mosely 1948. Cheumatopsyche thaba ingår i släktet Cheumatopsyche och familjen ryssjenattsländor. Inga underarter finns listade i Catalogue of Life.